# 20世紀アニメーション
20世紀アニメーション（英: 20th Century Animation, Inc.）は、ウォルト・ディズニー・スタジオのアニメーション製作部門。ウォルト・ディズニー・モーション・ピクチャーズ・グループの一員である。
1994年2月に20世紀フォックス映画のファミリー映画部門、フォックス・ファミリー・フィルムズとして設立され、後述のフォックス・アニメーション・スタジオを経て、1998年からディズニーに買収されたのちに改名される2020年までは20世紀フォックス・アニメーション（英: 20th Century Fox Animation、フォックス・アニメーションとも）と呼称されていた。
事業内容は、旧FOX系列の全アニメーション作品の製作統括と、主に劇場公開用アニメーション映画の実制作である（テレビアニメは、20th テレビジョン傘下の20th テレビジョン・アニメーションが担当）。

## 歴史

### フォックス・アニメーション・スタジオ
1994年に20世紀フォックスのファミリー映画部門、フォックス・ファミリー・フィルムズとして設立。当初は実写映画の製作も手掛けていた。同年5月、20世紀フォックスはアニメーション事業に1億ドルを投資し、フォックス・ファミリー・フィルムズの傘下にドン・ブルースとゲイリー・ゴールドマンが率いるアニメーションスタジオを設立すると発表。アリゾナ州フェニックスにセルアニメの製作会社フォックス・アニメーション・スタジオが設立された。
フォックス・アニメーション・スタジオ最初の長編映画『アナスタシア』は、ディズニーに似過ぎているとして批判を受け、実際にディズニー作品と間違えられることが多かった。予算は5300万ドルだったのに対し、アメリカでの興行収入が5800万ドルだった。『アナスタシア』の製作を機にフォックス・ファミリー・フィルムズがフォックス・アニメーション・スタジオに改称され、1998年の『エバー・アフター』を最後に実写映画の製作からは撤退した。その後に製作された『タイタンA.E.』に至っては、7500万ドルの製作費に対し2200万ドルの収入だった。失敗続きだったことで、20世紀フォックスはコンピュータアニメーションへの乗り換えを検討し、2000年にフォックス・アニメーション・スタジオを閉鎖した。
一方、20世紀フォックスのアニメ製作部門は存続し、1998年から2020年の後述の改名まで20世紀フォックス・アニメーションと呼称されていた。

### ブルースカイ・スタジオ
2002年から2021年までは、コンピュータアニメの製作会社ブルースカイ・スタジオを所有していた。ブルースカイ・スタジオはピクサーと同じぐらいのヒット作を生み出してきている。代表的な長編映画は2002年公開の『アイス・エイジ』、2005年公開の『ロボッツ』、2006年公開の『アイス・エイジ2』。 最新作はDr.スースの絵本を映画にした『ホートン ふしぎな世界のダレダーレ』。2008年3月14日に公開されたこの映画は、公開1週間で4500万ドルの利益を得た。
なお、フォックスは、2013年から5年間、ドリームワークス・アニメーション製作のアニメ映画の配給契約も結んでいた。20世紀フォックス配給のアニメ映画のすべてがブルースカイ・スタジオによるものとはなっていない。

### ディズニー社による買収後
2019年に20世紀フォックス（21世紀フォックス）がウォルト・ディズニー・カンパニーに買収されたため、「Disney+」でも作品が配信されている。
20世紀フォックス・アニメーションは20世紀フォックス映画などの改名と合わせて2020年1月に法人化され、20世紀アニメーションに改名された。
2021年2月9日、ディズニーはブルースカイ・スタジオを閉鎖することを発表した。新型コロナウイルスにより、大作映画の劇場公開延期を余儀なくされた影響によるものだとしている。

## 製作作品

### フォックス・ファミリー・フィルムズ時代
- パワーレンジャー 映画版 Mighty Morphin Power Rangers The Movie（1995）[1]
- Let'sチェックイン! Dunston Checks In（1996）[1]
- パワーレンジャー・ターボ・映画版・誕生!ターボパワー Turbo: A Power Rangers Movie（1997）[1]
- アナスタシア Anastasia（1997）[1]
- ホーム・アローン3 Home Alone 3（1997）[1]
- エバー・アフター Ever After（1998）[1]

### 20世紀フォックス・アニメーション時代
- バルトーク・ザ・マジシャン Bartok the Magnificent（1999） - 『アナスタシア』続編のOVA
- タイタンA.E. Titan A.E.（2000）
- モンキーボーン Monkeybone（2001） - 1492ピクチャーズとの共同製作
- クン・パオ!燃えよ鉄拳 Kung Pow: Enter the Fist（2002）
- ファンタスティック Mr.FOX Fantastic Mr. Fox（2009） - リージェンシー・エンタープライズとの共同製作
- ブック・オブ・ライフ 〜マノロの数奇な冒険〜 The Book of Life（2014） - Reel FXとの共同製作

### 20世紀アニメーション時代
- 野性の呼び声 The Call of the Wild（2020）
- ロン 僕のポンコツ・ボット Ron's Gone Wrong（2021）
- アイス・エイジ バックの大冒険 The Ice Age Adventures of Buck Wild（2022）
- ボブズ・バーガーズ ザ・ムービー The Bob's Burgers Movie（2022）

### ブルースカイ・スタジオ時代
- アイス・エイジ Ice Age（2002）
- ロボッツ Robots（2005）
- アイス・エイジ2 Ice Age: The Meltdown（2006）
- ホートン ふしぎな世界のダレダーレ Horton Hears a Who!（2008）
- アイス・エイジ3/ティラノのおとしもの Ice Age: Dawn of the Dinosaurs（2009）
- ブルー 初めての空へ Rio（2011）
- アイス・エイジ4/パイレーツ大冒険 Ice Age: Continental Drift（2012）
- メアリーと秘密の王国 Epic（2013）
- ブルー2 トロピカル・アドベンチャー Rio2（2014）
- I LOVE スヌーピー THE PEANUTS MOVIE The Peanuts Movie（2015）
- アイス・エイジ5/止めろ! 惑星大衝突 Ice Age: Collision Course（2016）
- フェルディナンド Ferdinand（2017）
- スパイ in デンジャー Spies in Disguise（2019）

### テレビ番組の映画版
- Stewie Griffin: The Untold Story（2005）OVA
- ザ・シンプソンズ MOVIE The Simpsons Movie（2007）
- Futurama: Bender's Big Score（2007）OVA
- Futurama: The Beast with a Billion Backs（2008）OVA
- フューチュラマ: ベンダーの大冒険 Futurama: Bender's Game（2008）OVA
- Futurama: Into the Wild Green Yonder（2009）OVA

### 劇場用短編映画
- Inside the CIA（2005） - 『2番目のキス』内で『アメリカン・ダッド』の宣伝のためにリリースされた作品